# Jean Joseph Emeric
Jean-Joseph Emeric (1755-) fue un jurista, doctor en derecho, comisario de lo civil y criminal del departamento de  Vaucluse (Directorio (Francia) y escritor de Francia, y se ignora la fecha de su muerte.

## Biografía
Emeric fue un abogado nacido en Eyguières, Bocas del Ródano, Provenza, hermano de Louis-Damien Emeric (1765-1825), hombre de letras, quien dejó Louis-Damien, las siguientes obras: De la política, obra crítica, moral y filosófica,.., 1819; Nueva guía de la política, París, 1821, Genealogía de la Casa de Francia, 1822, Historia genealógica de los pares de Francia, Epigramas a imitación de Catulo y Marcial y publicó piezas en verso en el Almanaque de las Musas y dejó manuscritas una sátira y tres comedias en cinco actos, y la Revue encyclopédique, contiene un elogio del autor.
Emeric ejerció la carrera de abogado en  Aviñón,  y cuando estalla la Revolución francesa, se mostró partidario del gobierno ultramontano, que le granjearon graves peligros, y se instaló en Nimes bajo el gobierno consular, donde llegó  a decano de los abogados.
Emeric, como escritor, dejó una respuesta a las reflexiones de Agricole Moreau por las protestas hechas por el Papa con el concordato hecho con Luis XVIII de Francia con una introducción a la historia de la revolución en Aviñón, un libelo violento bajo un pseudónimo sobre Agricole Moreau, sobre la antigua y nueva legislación de Francia, de los realistas franceses y  de los departamentos,  historia de Aviñón y el condado Venaissin y de la ermita de Vaucluse, y la Santa Alianza y  los jacobinos.

## Obras
- La verité et la justice, ou le cri des royalistes françaises adressé à MM. les deputes de departaments, 1816, in-8.º
- L'ermite de Vaucluse, 1818, in 8.º.
- L'home rouge ou Agricol Moreau, Vaucluse, 1818.
- Réponse aux réflexions faites par Agricol-Mureau sur les protestaions du Pape dans le Concordat avec Louis XVIII, servant d'introduction a l`histoire de la revolution d'Avignon et du Comtat,..., Aviñón, L. Aubanel, 1818.
- Histoire d'Avignon et du comtat Venaissin, Aviñón, 1818, in-8.º.
- La Sainte Alliance ou le tombeau des jacobins, 1819, in-8.º.
- Notice sur les censives
- Reflexions rapides sur l'ancienne et la nouvelle legislation,...,